# Joox
JOOX是由騰訊公司在東南亞、香港、澳門及南非地區子公司運營的音樂平台。其用户分为免费用户与Purchase VIP付费用户两种，Purchase VIP在各個地区定价不同。Purchase VIP拥有收听Hi-Fi格式音乐，离线收听等功能。由CAMIA数据周刊调研得出，Joox在Google Play泰国区下载量排名第6，次于Spotify。也被称作东南亚版QQ音乐。

## 背景
在JOOX的建立之前，腾讯已在运营一款中国最大的音乐串流与下载软件——QQ音乐。于2015年，腾讯推出了JOOX以扩展其在中国大陆外的市场。

## 商业模式
Joox与Spotify同样，采用的是免费增值服务（即免费收听，下载与收听高品质音乐則是收费）。非付费用户在收听5-6首歌後会有一段15-30秒的广告。

## 服務地區
| 亞洲地區   | 非洲地區 |
| ---------- | -------- |
| 泰國       | 南非     |
| 香港       |          |
| 印度尼西亞 |          |
| 馬來西亞   |          |
| 澳門       |          |

備註：中国大陆地区可使用腾讯公司在大陆地区的音乐服务QQ音乐收听。

## 合作伙伴
- CHANGE2561[9]